# Autostrada A65 (Niemcy)
Autostrada A65 (niem. Bundesautobahn 65 (BAB 65) także Autobahn 65 (A65)) – autostrada w Niemczech prowadząca przez południowo-zachodnią część kraju od węzła Ludwigshafen-Süd (połączenie do B 9) przez Neustadt an der Weinstrasse, Landau in der Pfalz, Kandel do węzła Wörth am Rhein. Dalej droga prowadzi do Karlsruhe poprzez drogę krajową B 10.

## Autostrada A652
Autostrada A652 zaplanowana była od Ludwigshafen am Rhein poprzez Wörth am Rhein i Karlsruhe do Grötzingen. Odcinek od Ludwigshafen do węzła Wörth został zrealizowany i jest częścią autostrady A65 (węzły 22–24).

## Kontrowersje
Kwestią sporną jest połączenie drogowe między węzłami Kandel lub Wörth a Lauterbourg we Francji, jako że przebiega przez rezerwat przyrody Bienwald. Z tego też powodu nie jest możliwa dalsza rozbudowa autostrady w kierunku Strasburga.